# Municipio de Fenton (Illinois)
El municipio de Fenton (en inglés: Fenton Township) es un municipio ubicado en el condado de Whiteside en el estado estadounidense de Illinois. En el año 2010 tenía una población de 536 habitantes y una densidad poblacional de 5,87 personas por km².

## Geografía
El municipio de Fenton se encuentra ubicado en las coordenadas 41°42′37″N 90°2′17″O / 41.71028, -90.03806. Según la Oficina del Censo de los Estados Unidos, el municipio tiene una superficie total de 91.32 km², de la cual 90,38 km² corresponden a tierra firme y (1,03 %) 0,94 km² es agua.

## Demografía
Según el censo de 2010, había 536 personas residiendo en el municipio de Fenton. La densidad de población era de 5,87 hab./km². De los 536 habitantes, el municipio de Fenton estaba compuesto por el 95,71 % blancos, el 0,19 % eran amerindios, el 0,37 % eran asiáticos, el 1,87 % eran de otras razas y el 1,87 % eran de una mezcla de razas. Del total de la población el 2,8 % eran hispanos o latinos de cualquier raza.